# Октафторид-оксид дипротактиния
Октафторид-оксид дипротактиния — неорганическое соединение
протактиния, кислорода и фтора
с формулой Pa2OF8,
бесцветные кристаллы.

## Получение
- Нагревание кристаллогидрата фторид протактиния(V) на воздухе [1][2]:

{\displaystyle {\mathsf {2PaF_{5}\cdot 2H_{2}O\ {\xrightarrow {160^{o}C}}\ Pa_{2}OF_{8}+2HF+3H_{2}O}}}
- Пропускание смеси фтористого водорода и кислорода через оксид протактиния(V) [1][2]:

{\displaystyle {\mathsf {Pa_{2}O_{5}+8HF\ {\xrightarrow {140-160^{o}C,O_{2}}}\ Pa_{2}OF_{8}+4H_{2}O}}}

## Физические свойства
Октафторид-оксид дипротактиния образует бесцветные кристаллы
кубической сингонии,

параметры ячейки a = 0,84065 нм, Z = 4
структура типа нонафторида диурана U2F9
.
Молекула имеет строение F4Pa-O-PaF4.

## Химические свойства
- Разлагается при нагревании до Фторид-диоксида протактиния [3][4]:

{\displaystyle {\mathsf {2Pa_{2}OF_{8}\ {\xrightarrow {250-290^{o}C}}\ 3PaF_{5}+PaO_{2}F}}}